# Никитин, Аркадий Геннадиевич
Арка́дий Генна́диевич Ники́тин (род. 29 апреля 1966) — советский и киргизский легкоатлет, специалист по бегу на длинные дистанции, кроссу и марафону. Выступал за сборную Киргизии по лёгкой атлетике в 1990-х годах, победитель и призёр ряда крупных международных стартов на шоссе, действующий рекордсмен страны в полумарафоне и беге на 15 км.

## Биография
Аркадий Никитин родился 29 апреля 1966 года.
Впервые заявил о себе в сезоне 1989 года, когда на чемпионате СССР по марафону в Белой Церкви с результатом 2:18:42 закрыл тридцатку сильнейших.
В 1990 году выполнил норматив мастера спорта СССР.
В 1992 году финишировал четвёртым на чемпионате России по марафону в Калининграде, установив свой личный рекорд на марафонской дистанции — 2:17:18.
В 1994 году в составе киргизской сборной стартовал на чемпионате мира по кроссу в Будапеште, где занял итоговое 239-е место. С результатом 2:19:35 стал девятым на Сибирском международном марафоне в Омске. Принимал участие в чемпионате мира по полумарафону в Осло — показал на финише 40-й результат, установив при этом ныне действующий национальный рекорд Киргизии (1:03:24).
Начиная с 1995 года выступал преимущественно на различных коммерческих шоссейных стартах в США, в частности на соревнованиях Gasparilla Distance Classic в Тампе установил ныне действующий рекорд Киргизии в беге на 15 км — 45:38.
В 2000 году представлял страну на чемпионате мира по полумарафону в Веракрусе, в итоге сошёл здесь с дистанции, не показав никакого результата.